# Edward Baines
Edward Baines (1774-1848) inglés dueño de un periódico y político, nació en 1774 en Walton-le-Dale, cerca de Preston, Lancashire. Fue educado en una escuela de gramática de Hawekshead en Preston, y a los dieciséis años de edad se convirtió en aprendiz de un impresor en Preston. Después de permanecer ahí por cuatro años y medio, se muda a Leeds, finalizando su aprendizaje, e iniciando su propio negocio. Él tenía una perspicaz visión de los movimientos sociales y políticos. Sus opiniones política lo llevaron a simpatizar con aquellos inconoformistas de la época uniéndose posteriormente a los independientes.

## Algunas publicaciones
- Edward, Baines (1818), History of the Wars of the French Revolution; from the breaking out of the war in 1792, to the restoration of a general peace, in 1815; comprehending the civil history of Great Britain and France during that period.
  - Edward, Baines, History of the Wars of the French Revolution 1.
  - Edward, Baines, History of the Wars of the French Revolution 2.
- Baines, Edward (1820), History of the reign of George III, King of the United Kingdom of Great Britain and Ireland, Longman, Hurst; Hurst and Robinson.
- Cummins, Ebenezer Harlow; Edward, Baines (1820), Baine's History of the Late War between the United States and Great Britain.
- Edward, Baines (1822/3), History, directory & gazetteer of the county of York... 2 vols.
  - West Riding 1, 1822.
  - East and North Ridings 2, 1823.
- Baines, Edward (1836), History of the county palatine and duchy of Lancaster.
  - History of the county palatine and duchy of Lancaster 1., con biografías por W.R. Whatton
  - History of the county palatine and duchy of Lancaster 2.